# Bdellouridae
Famille
Les Bdellouridae sont une famille de vers plats aquatiques de l'ordre des Tricladida (infra-ordre des Maricola).

## Systématique
Le nom valide complet (avec auteur) de ce taxon est Bdellouridae Diesing, 1862.

### Sous-taxons
Selon la base de données World Register of Marine Species (3 février 2024), la famille des Bdellouridae regroupe les sous-familles et genres suivants :
- sous-famille des Bdellourinae Diesing, 1862
  - Bdelloura Leidy, 1851
  - Nerpa Marcus, 1948
  - Pentacoelum Westblad, 1935
  - Syncoelidium Wheeler, 1894
- sous-famille des Palombiellinae Sluys, 1989
  - Miava Marcus, 1954
  - Oahuhawaiiana Kawakatsu & Mitchell, 1984
  - Palombiella Westblad, 1952
  - Synsiphonium Hallez, 1911

### Synonymes, reclassements
D'après World Register of Marine Species (3 février 2024) :
- Bdellasimilis Richardson, 1968 est reclassé dans la famille des Planariidae ;
- Siphoniella Westblad, 1952 est synonyme de Synsiphonium Hallez, 1911.